# Alesa
Alesa is een geslacht van vlinders uit de onderfamilie Riodininae van de familie van de prachtvlinders (Riodinidae).
De wetenschappelijke naam van het geslacht werd in 1847 voor het eerst geldig gepubliceerd door Edward Doubleday.

## Soorten
- Alesa amesis (Cramer, 1777)
- Alesa fournierae Lathy, 1958
- Alesa hemiurga Bates, H, 1867
- Alesa lipara Bates, H, 1867
- Alesa prema (Godart, 1824)
- Alesa rothschildi (Seitz, 1913)
- Alesa telephae (Boisduval, 1836)
- Alesa thelydrias Bates, H, 1867